# Amos Fortune, Free Man
Amos Fortune, Free Man (trad. litt. : « Amos Fortune, Homme libre ») est un roman biographique et historique pour enfants d'Elizabeth Yates, illustré par l'artiste anglaise Nora Spicer Unwin (1907-1982). Le livre remporte la médaille Newbery en 1951. Le récit raconte l'histoire d'un jeune prince africain qui est capturé et emmené en Amérique comme esclave. Il apprend un métier, rachète sa liberté et meurt libre à Jaffrey, dans le New Hampshire, en 1801.
Le roman est inédit dans les pays francophones.

## Genèse
Après avoir passé une dizaine d'années en Angleterre pour le travail de son mari, Elizabeth Yates et son époux s'installent dans une ferme à Peterborough (New Hampshire). C'est à Jaffrey, ville voisine, qu'elle entend parler d'Amos Fortune pour la première fois. Intriguée par son histoire, elle fait de nombreuses recherches pour reconstituer sa vie complète.

## Résumé
Amos Fortune, un jeune prince africain d'une tribu appelée At-mun-shi, est né libre en Afrique en 1710. Il mène une vie paisible jusqu'à ce qu'un raid sur leur village par des esclavagistes tue son père. At-mun est kidnappé, transporté en Amérique via le White Falcon (un navire négrier) et vendu en Nouvelle-Angleterre. Il n'a que quinze ans. Désormais appelé « Amos », il est vendu à un homme du nom de Caleb Copeland, et bien que la famille Copeland le traite correctement, il rejette son statut d'esclave et décide de gagner sa liberté. Il parvient à un arrangement avec Copeland, mais lorsque Caleb meurt endetté, l'accord est ignoré. Ainsi Amos est revendu à un homme nommé Ichabod Richardson. Richardson enseigne à Amos le tannage et il devient un ouvrier qualifié. Il a maintenant une trentaine d'années. Amos travaille pour Richardson pendant quatre ans, puis achète sa liberté en 1769. Il épouse une femme nommée Lily, dont il achète également la liberté ; mais elle meurt un an plus tard. Amos est triste qu'elle soit morte, mais heureux qu'elle soit morte en femme libre. Plus tard, il épouse une autre femme africaine nommée Lydia, et il lui faut encore trois ans pour économiser le prix de sa liberté. Malheureusement Lydia meurt un an plus tard.
Il finit par s'installer dans le New Hampshire où il épouse une jeune femme nommée Violet. Il achète aussi la liberté pour sa fille. Amos déménage à nouveau pour Jaffrey et y démarre sa propre entreprise de tannage, malgré l'opposition des gens de la ville. Après plusieurs années de dur labeur et une présence régulière à l'église, il est finalement accepté comme membre de la communauté.
C'est à la même époque qu'il a suffisamment économisé d'argent pour acheter son propre terrain. Mais il hésite, pensant l'utiliser pour aider une personne dans le besoin. Voyant son mari près à se sacrifier à nouveau, sa femme cache l'argent. Amos se met en colère et monte au mont Monadnock pour prier Dieu. Finalement, ayant reçu sa réponse, il redescend et pardonne à sa femme. Il finit par acheter le terrain qu'il a toujours voulu et devient propriétaire. Ils y construisent une maison avant l'hiver ainsi qu'un lieu où Amos peut travailler comme tanneur. À ce stade de sa vie, il a alors 80 ans.

## Le vrai Fortune Amos
Le récit est basé sur une histoire vraie. Amos Fortune (vers 1710-1801) est né en Afrique, vendu comme esclave et finalement libéré à l'âge de 60 ans. Fortune a travaillé dur pour développer sa tannerie dans la ville de Jaffrey (New Hampshire), et y est devenu un membre apprécié de la communauté,. Le livret de Peter Lambert Amos Fortune: The Man and His Legacy (2000) distingue les faits historiques connus des événements dramatiques du roman.

## Récompenses
Le livre gagne la médaille Newbery de 1951, récompensant le meilleur livre pour enfants américain sorti l'année passée.